# 젬파흐 호수
젬파흐 호수(독일어: Sempachersee)는 스위스 루체른주에 있는 호수이다. 면적은 약 14.5k㎡이고, 최대 깊이는 87m이다. 수위는 해발 504m이고, 0.66km3의 유역 면적을 가진다. 길이는 7.5km, 둘레는 19.7km, 평균 배출량은 1.28m³/s이다.
대부분의 스위스 호수와 달리 호숫가의 많은 부분은 일반에 공개되지 않고, 울타리로 둘러싸인 사유 재산으로 차단되어 있다. 젬파흐 호숫가 전체의 입욕 금지는 1960년대로 거슬러 올라간다.
감마 인젤(Gamma Insel)이라는 이름의 50m 크기 섬은 주르제 동쪽에 있다.
젬파흐 호수에는 주르제, 젬파흐, 오버키르히, 노트빌, 아이히, 쉔콘 및 뉴엔키르히의 7개 커뮤니티가 접해 있다. 총 약 30,000명의 사람들이 여기에 살고 있다.

## 수질
호수 주변의 농업 강화와 처리되지 않은 도시 하수의 배출 증가로 인해 1970년대에 막대한 양분 유입이 발생하여 조류가 과도하게 성장했다. 그들은 죽은 후 깊은 물에서 분해되면서 호수에서 많은 산소를 분해했으며, 1984년에 많은 량의 물고기가 죽었다.
이 기간 동안 호수의 산소 수준을 개선하기 위한 몇 가지 조치가 취해졌다. 한편으로는 개선된 폐수 처리, 시비와 호수 직접 사용을 제한하거나 보상을 대가로 자발적인 생태적 기여를 하도록 농부들을 동기를 부여함으로써 영양소 투입을 억제하려는 시도가 있었다. 이러한 노력은 1999년 10개년인 프로젝트로 더욱 강화되었다.
한편, 호수는 1984년부터 약 80m 깊이에서 인공적으로 공기를 밀어 넣었다. 1984년부터 1996년까지 여름에 상당한 양의 순수 산소가 호수에 유입되었다. (1986년 최대: 580톤). 겨울에는 압축 공기를 넣어 호수의 물 순환을 지원했다. 1997년부터 호수 정화 효과가 있었고, 호수의 점진적인 회복으로 인해 순수한 산소가 정상적인 미세 기포 펌핑 공기로 대체될 수 있었다.
훨씬 더 나은 인 수치값으로 인해 점차적으로 일일 폭기 기간이 줄어들었지만, 호수는 당분간 자체 장치에 맡길 수 없었다. 또한 젬파흐 호수는 크기와 관련하여 스위스에서 낚시하기에 가장 생산적인 호수이다. 스위스 공군은 호수를 사격장으로 사용하여 폭탄 투하와 탑재 대포 사용을 연습했다.